# Lillemor von Hanno
Lillemor von Hanno, född Bergljot Gjems Selmer 30 december 1900 i Balsfjord, död 5 april 1984, var en norsk skådespelare, teaterregissör och författare.

## Biografi
von Hanno debuterade 1920 som Käthie i Gamle Heidelberg på Trondhjems Nationale Scene. Hon stannade där i tre år och var 1923–1925 engagerad vid Nationaltheatret där hon gjorde roller som Anitra i Peer Gynt och Ginevra i Sem Benellis Vendetta. Säsongen 1925–1926 verkade hon vid Chat Noir där hon gjorde sig bemärkt i rollen som Magda i Lukket omslag. Åren 1927–1934 var hon vid Det Nye Teater, där hon bland annat spelade roller som Stella i Somerset Maughams Den hellige ild, Elma i Frederick Lonsdales Når synger kanarifuglen? och Nancy Bird i Samson Raphaelsons Fire unge mennesker. Från 1934 verkade hon åter vid Nationaltheatret fram till dess att hon avslutade scenskådespelarkarriären 1951. Hon medverkade även i filmerna Familien på Borgan (1939) och Støv på hjernen (1959). Hon regisserade Clare Boothe Luces Kvinner på Det Nye Teater 1953, hennes första och enda regiuppdrag.
Som författare debuterade von Hanno med De og vi (1936). Därefter följde två romaner med humoristiska Oslo-skildringar: Dumme menn og troll til kjerringer (1937) och Blindebukk (1939). År 1938 utgavs pjäsen Leken vi lever som sattes upp vid Det Nye Teater samma år. År 1940 utkom hennes sista bok, Det går et år. Hon skrev även kåserier i Dagbladet och Morgenbladet.
År 1944, under Tysklands ockupation av Norge under andra världskriget, hjälpte von Hanno flyktingar till Sverige.
Hon var styrelsemedlem av Norsk Skuespillerforbund under två år. År 1951 erhöll hon Kongens fortjenstmedalje i guld.

## Familj
Lillemor von Hanno var dotter till distriktsläkaren Alfred Selmer (1851–1919) och författaren och skådespelaren Ågot Gjems (1858–1926). Hon var gift första gången från 1927 med tecknaren och målaren, major Otto Friedrich Wilhelm von Hanno (1891–1956), äktenskapet upplöst, och andra gången från 1950 med direktör Joakim Lund Ihlen (1899–1981), äktenskapet upplöst.

## Filmografi
- 1939 – Familien på Borgan
- 1959 – Støv på hjernen